# البذور التي يجرها البحر (فلم)
البذور التي يجرها البحر (بالإسبانية: Semillas que el mar arrastra) هو فيلم وثائقي سنغالي صدر عام 2008.

## القصّة
يحلمُ العديد من الأطفال والشباب في إفريقيا بعبور البحر تاركين عائلاتهم ومنازلهم خلفهم معتقدين أن لديهم فرصة حقيقية على الجانب الآخر. سرعان ما يكتشفُ أولئك الذين تمكنوا من العبور أن الواقع بعيدٌ عمَّا كانوا يتصورونه عندما يجدون أنفسهم في مراكز الاعتقال. يقدم هذا الفيلم الوثائقي صورةً للمهاجرين دون السنّ القانونية الذين يتوقون إلى حياة أفضل في الدول الأوروبيّة.

## الجوائز
عُرض الفيلم في مهرجان الصورة والحياة (بالفرنسية: Festival Image & Vie) عام 2008.

## روابط خارجية
- البذور التي يجرها البحر  في قاعدة بيانات الأفلام على الإنترنت (بالإنجليزية)